# Jandaia
Jandaia è un comune del Brasile nello Stato del Goiás, parte della mesoregione del Sul Goiano e della microregione di Vale do Rio dos Bois.